# Esercito costituzionale messicano
L'esercito costituzionale messicano, in spagnolo Ejército Constitucionalista (conosciuto anche come esercito costituzionalista) era una delle molteplici unità militari nate in Messico con lo scoppio della rivoluzione messicana nel 1910. Fu inizialmente formato per combattere l'esercito federale messicano ma in seguito a causa del degeneramento della Rivoluzione in una vera e propria guerra civile, si ritrovò a combattere contro gli ex-alleati Villisti (Villistas) della División del Norte e Zapatisti (Zapatistas) dell'Esercito di Liberazione del Sud. Alla fine risultò la fazione vincitrice.

## Storia
L'esercito nacque nel marzo 1913, formato da Venustiano Carranza, il cosiddetto "Primo Capo" dell'esercito, in risposta all'omicidio del presidente Francisco Madero e del vicepresidente José María Pino Suárez da parte del generale Victoriano Huerta durante il colpo di Stato noto come Decade tragica (9 - 19 febbraio 1913) e la conseguente usurpazione del potere presidenziale da parte di Huerta.
Lo stesso 19 febbraio 1913 Carranza emise un decreto che prevedeva che tutti i movimenti insurrezionalisti fossero organizzati e unificati in un unico esercito, chiamato "esercito rivoluzionario", considerato il primo esercito costituzionalista in Messico.
Un mese dopo questo decreto sarebbe stato sostenuto con la promulgazione del Piano di Guadalupe, emesso il 26 marzo, che proclamava un appello a tutte le forze federali e rivoluzionarie per unirsi al movimento e difendere la rivoluzione iniziata da Madero. Diversi leader militari si incontrarono con Carranza per stabilire i patti che avrebbero portato a un accordo strategico, tra i quali spiccavano: Francisco "Pancho" Villa, Felipe Ángeles, Álvaro Obregón e Pablo González Garza. Ognuno di loro comandava le rispettive forze militari. Nonostante questo, Carranza aveva poche forze militari sulle quali poteva contare ciecamente.

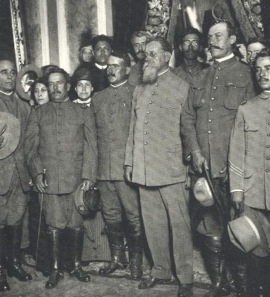
Venustiano Carranza e Álvaro Obregón nel 1914

Nel luglio del 1913 Carranza divise il paese in sette aree per le operazioni militari. Ogni area era, almeno in teoria, sotto la responsabilità di un generale che comandava un corpo d'armata. Questi corpi erano: Nord-est, Nord-ovest, Centro, Ovest, Sud e Sud-est. Tuttavia le ultime quattro aree esistevano solo sulla carta. Infatti in realtà l'esercito costituzionalista era composto solo dal Corpo del Nord-ovest (ribattezzato Esercito delle operazioni) sotto Álvaro Obregón, il Corpo del Nord-est sotto Pablo González Garza e il Corpo Centrale sotto Pánfilo Natera.
Dopo la nascita formale dell'esercito rivoluzionario, iniziarono in tutti gli Stati messicani le rivolte contro le forze federali di Huerta. Le battaglie principali e più decisive si svolsero al nord in quanto la División del Norte, comandata da Pancho Villa, era allora la forza armata più potente.
Álvaro Obregón prese il comando degli stati settentrionali di Sinaloa e Jalisco mentre al centro Carranza fece da mediatore tra i vari signori della guerra delle province e incaricò il generale Salvador Alvarado di sedare i focolai ribelli nella Penisola dello Yucatán con la promessa di ottenere il governo dell'omonimo stato a insurrezione finita.
Nel meridione a garantire l'autorità dell'alleanza ribelle prevalse invece l'Esercito di Liberazione del Sud guidato dal generale Emiliano Zapata, anche lui sostenitore iniziale di Carranza.
Con questa strategia l'esercito rivoluzionario risultò determinante in tutti gli stati settentrionali, centrali e meridionali e la campagna contro Huerta, seppur sanguinosissima, poté concludersi nel giro di un anno al massimo.
Il 1º ottobre 1914 iniziò la Convenzione di Aguascalientes, presieduta da Carranza, per dare al Messico un governo democratico unificato post-Huerta e cioè post-dittatoriale ma nonostante gli sforzi dei suoi membri non si arrivò alla Pace.
Nel frattempo l'esercito costituzionale fu sciolto per ricreare l'esercito nazionale dal modello dell'Esercito rivoluzionario.

### La rottura degli accordi e la nuova guerra civile
L'alleanza rivoluzionaria ebbe vita breve. Le tensioni tra Villa e Carranza erano già molto alte e presto anche Zapata si unì a chi pensava che la fazione costituzionalista dell'alleanza stesse prendendo una via troppo autoritaria, non molto diversa da quella che aveva caratterizzato Huerta e Porfirio Díaz, il dittatore deposto da Francisco Madero nel 1911, all'inizio della Rivoluzione.
Quando la Convenzione si autoproclamò autorità assoluta del Messico in un chiaro abuso di potere, Villa e Zapata ruppero definitivamente con gli ex-alleati e marciarono alla testa dei loro eserciti su Città del Messico. Qui i due generali guerriglieri tentarono di mettersi d'accordo su come dare al Messico un governo realmente democratico e legittimo e Villa offrì a Zapata addirittura la presidenza ma lui rifiutò. I due non raggiunsero mai realmente un accordo definitivo e nel 1915 ritornarono con i loro eserciti nei rispettivi territori.
La situazione a quel punto precipitò.
 Carranza rimise in piedi l'esercito costituzionale che in quel momento contava 57.000 uomini contro i 72.000 di Villa e Zapata. Tuttavia quando i Costituzionalisti si rafforzarono, Villa e Zapata si indebolirono. Alla fine la guerra contro i Convenzionisti fu vinta dopo l'assassinio di Zapata il 10 aprile 1919 e la resa di Villa nel luglio 1920. Nel 1917 i principali combattimenti della guerra civile tra le due fazioni finirono con alcune rivolte minori dei Felicisti (Felicistas), ovvero i sostenitori di Félix Díaz, il nipote dell'ex-presidente Porfirio Díaz. Comunque ciò segnò la fine di ogni reale resistenza a Carranza.
Tuttavia quando il potere autocratico di Carranza fu minacciato, la minaccia sarebbe arrivata dallo stesso esercito costituzionale che lui aveva istituito. Egli fu assassinato dopo aver cercato di far arrestare Obregón con false accuse (egli si era presentato alle elezioni presidenziali minacciando la stabilità di Carranza e la credibilità del successore da lui scelto, Ignacio Bonillas) e il generale, sotto il Piano di Agua Prieta, marciò su Città del Messico con il suo esercito. Carranza fuggì dalla capitale e fu ucciso nella Sierra Norte de Puebla nell'omonimo stato messicano il 20 maggio 1920.
Quello stesso anno Obregón fu eletto presidente dando il via a una nuova dittatura in cui molti ex generali costituzionalisti sarebbero stati eletti presidenti e leader politici negli anni a venire.
Nonostante le diverse opinioni espresse nel primo scioglimento dell'esercito, l'istituzionalizzazione fu raggiunta non solo per aiutare in tempi di violenza, ma per fungere da elemento di sostegno contro altri tipi di conflitti ed è così che esso si evolse in ciò che è ora l'esercito messicano.

## Elementi e organizzazione
Fin dalla sua creazione il generale Venustiano Carranza fu colui che assunse la guida di questo esercito e che mantenne fino alla fine della Rivoluzione messicana. I primi obiettivi erano difendere gli ideali democratici di Francisco Madero e la legalità della Costituzione del 1857 (da qui il nome della fazione). Allo stesso modo, l'esercito combatteva per una forma di governo: una repubblica federale democratica rappresentativa di stampo liberale con l'applicazione delle Leggi della Riforma.